# Ulica Wspólna w Warszawie

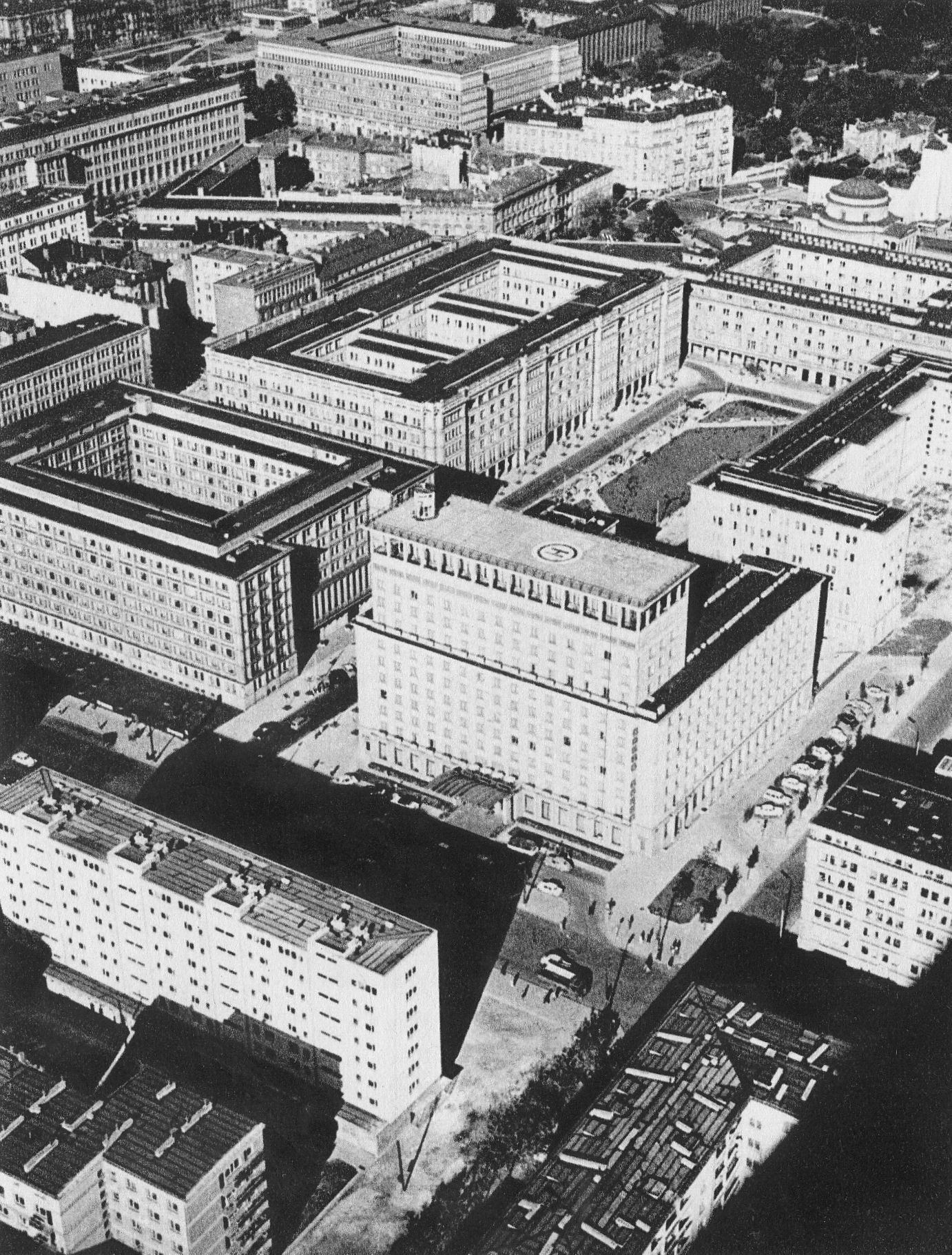
Tzw. dzielnica ministerstw przy wschodnim odcinku ulicy, lata 60. XX w.

Ulica Wspólna – ulica w dzielnicy Śródmieście w Warszawie.

## Historia
Ulica jest dawną drogą narolną, biegnącą przez pola Kałęczyna między Włóką Burkat (Burghrdta) na południu i tzw. Włóką Szeroką na północy (była wspólną drogą dla obu tych włók, stąd nazwa późniejszej ulicy). Właściciele Włóki Szerokiej, misjonarze świętokrzyscy, zbudowali przy drodze folwark, a następnie cegielnię. Potem założyli cmentarz dla parafii świętokrzyskiej i wybudowali na nim w 1783 klasycystyczną kaplicę, istniejącą do dziś. Po cegielni, która znajdowała się w pobliżu obecnej ulicy Poznańskiej, zachowały się jeszcze glinianki.
Ulica uzyskała swoją nazwę w 1770, uregulował ją w tym czasie geodeta, nadając jej szerokość 24 łokci (14 m). Na wymierzonych przez niego działkach, wybudowano do 1784 24 domy i dworki z drewna i 1 dom murowany. Zabudowa objęła Wspólną od rozdroża Złotych Krzyży do ul. Wielkiej (ob. Poznańskiej). Mniej więcej w tym samym czasie wybudowano niewielki browar; jednocześnie pożar zniszczył kilka domów. Po 1831 zamknięto cmentarz.
W 1858 ulica została poszerzona, a w kolejnych latach stanęło przy niej kilka murowanych domów.  W 1870 przy ulicy założono Ogród Pomologiczny.
W 1944 zabudowa przy ulicy Wspólnej została w dużej części zniszczona. Według powojennych planów odbudowy miała stanowić oś planowanej dzielnicy biurowców i budynków rządowych (tzw. dzielnicy ministerstw). Ulicę odcięto od placu Trzech Krzyży przez budowę gmachu Państwowej Komisji Planowania Gospodarczego.

## Ważniejsze obiekty
- Ministerstwo Nauki i Szkolnictwa Wyższego (nr 1/3)
- Główny Urząd Geodezji i Kartografii (nr 2)
- Rada Ochrony Pamięci Walk i Męczeństwa (nr 2)
- Ministerstwo Funduszy i Polityki Regionalnej (nr 2/4)
- Urząd do Spraw Kombatantów i Osób Represjonowanych (nr 2/4)
- Ministerstwo Aktywów Państwowych (nr 6)
- Rządowe Centrum Legislacji (nr 6)
- Mercure Grand Hotel (ul. Krucza 28)
- Ministerstwo Rolnictwa i Rozwoju Wsi (nr 30)
- Zabytkowy budynek projektu Franciszka Lilpopa, niegdyś siedziba Porozumienia Centrum (nr 35)
- Obelisk z tablicą pamiątkową poświęcony żołnierzom batalionu AK „Zaremba-Piorun” (przy skrzyżowaniu z ul. Poznańską)
- Biurowiec Ufficio Primo, d. Prezydium Rządu projektu Marka Leykama (nr 62)
- Galeria Raster (nr 63)
- „Dom Pod Jesionami” – odbudowana po II wojnie światowej kamienica malarza Zdzisława Jasińskiego (nr 63b)
- Zabytkowa kaplica św. Barbary przy kościele pw. św. Piotra i Pawła (1783) (nr 68) – odbudowana po zniszczeniach ostatniej wojny kaplica z dekoracją ścienną, przedstawiającą świętego Jana Ewangelistę. Jest to pozostałość po tzw. Domu Śmierci – zespole zabudowań przycmentarnych, w którego skład wchodziły dwie kostnice, katakumby, kaplica pod wezwaniem św. Barbary, plebania i dom grabarzy.

## W kulturze masowej
W fikcyjnej kamienicy pod numerem 17 umieszczono akcję serialu Na Wspólnej, emitowanego w TVN od 2003.